# Instalaciones de procesamiento de la estación espacial

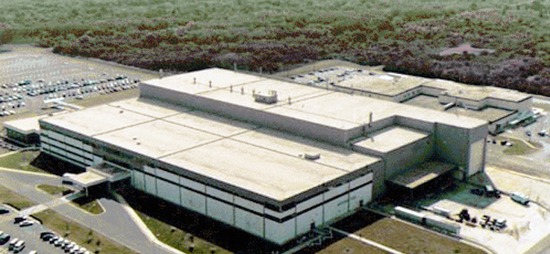
Vista aérea de las instalaciones de procesamiento de la estación espacial

Las instalaciones de procesamiento de la estación espacial o SSPF (Space Station Processing Facility) es un edificio de tres plantas, de 42 500 m² (457 000 pies2) localizado en la zona industrial del Kennedy Space Center, justo al este del Operations and Checkout Building.

## Componentes de la estación actualmente en el SSPF
Cuando están encendidas las luces, la mayoría de los componentes se pueden ver en directo a través de la webcam de las instalaciones.